# Свети синод
Светият синод (на гръцки: Σύνοδος – „събрание“, „събор“) е колективният орган за управление на всяка православна автокефална или автономна църква. Неговите правомощия и задължения са определени от съответните църковни Канони и Устави.
Предстоятелят на всяка православна църква се излъчва между членовете на местния свети синод – това е патриархът, който е равен по ранг на Вселенския патриарх. Предстоятелите на някои от поместните автокефални църкви се именуват архиепископи или митрополити, в зависимост от местната традиция. В периода преди възстановяването на Българската патриаршия, предстоятеля на православната българска църква носи титлата Екзарх.  Предстоятелят на поместната църква ръководи местния свети синод.
Обръщението към патриарха е „Ваше Светейшество“, а към предстоятел с титла архиепископ или митрополит - "Ваше Блаженство". Към член на Светия синод – „Ваше Високопреосвещенство“, ако е митрополит, или „Ваше Преосвещенство“, ако е епископ.

## Синодална палата
Седалището на Светия синод на Българската православна църква се помещава в специална сграда - "Синодна палата" или "Синодална палата",  която се намира на площад „Ал. Невски“, построена в периода 1904 – 9 г..